# اندیس شمال کودگان
شمال کودگان یک اندیس فلزی است که در حوالی شهر کردگان استان خراسان قرار دارد و مادهٔ معدنی موجود در آن، مس است.سنگ میزبان این اندیس آندزیت است و دیرینگی آن به دوران ائو بالایی می‌رسد. در این اندیس، پاراژنز‌های پیریت یافت می‌شوند.